# 涙のしずく (松田聖子の曲)
「涙のしずく」（なみだのしずく）は、松田聖子の通算77枚目のシングル。2012年5月2日にユニバーサルシグマから発売された。

## 解説
「涙のしずく」は映画『わが母の記』イメージソング。アルバム『Very Very』の先行シングル。カップリングには、前年の『第62回NHK紅白歌合戦』において実娘の神田沙也加との親子デュエットで披露された坂本九のカバーが収録されている。
DVD付初回限定盤と通常盤の2形態で発売。

## 収録曲

### CD
1. 涙のしずく [4:13]
  - 作詞:Seiko Matsuda／作曲:Seiko Matsuda・Ryo Ogura／編曲:Ryo Ogura・Naoki Kurio
2. 上を向いて歩こう /duet with Sayaka Kanda [3:39]
  - 作詞:Rokusuke Ei／作曲:Hachidai Nakamura／編曲:Ryo Ogura
3. 涙のしずく（Instrumental）[4:13]
4. 上を向いて歩こう（Instrumental）[3:39]

### DVD
1. 涙のしずく Music Video Clip

## 収録作品
- Very Very（#1）
- We Love SEIKO -35th Anniversary 松田聖子究極オールタイムベスト50Songs-（#1）

## 規格品番
- 初回限定盤：UMCK-9481
- 通常盤：UMCK-5378